# ژابیکی
ژابیکی (به لهستانی:  Żabiki) یک روستا در لهستان است که در گمینا موخووو واقع شده‌است.